# Coupe d'Asie des clubs champions 1991
Navigation
Édition précédente Édition suivante
La Coupe d'Asie des clubs champions 1991 voit le sacre du club saoudien d'Al-Hilal FC qui bat le tenant du titre, le club d'Esteghlal Teheran aux tirs au but lors de la finale disputée à Doha au Qatar. C'est le premier succès en Coupe d'Asie pour le club.

## Tours préliminaires

### Premier tour

#### Asie de l'Ouest
| Équipe 1          | Résultat      | Équipe 2      | Aller | Retour |
| ----------------- | ------------- | ------------- | ----- | ------ |
| Al-Rayyan SC      | 5 - 2         | Al Oruba Sur  | 4 - 2 | 1 - 0  |
| Al-Hilal FC       | 4 - 0         | Al Arabi SC   | 2 - 0 | 2 - 0  |
| Al Shabab Dubaï   | 4 - 1         | Al-Ansar Club | 3 - 1 | 1 - 1  |
| Al-Tilal SC       | 1 - 1 5-4 tab | Riffa Club    | 1 - 0 | 0 - 1  |
| Esteghlal Teheran |               | exempt        |       |        |

#### Asie de l'Est
| Équipe 1       | Résultat | Équipe 2                | Aller | Retour |
| -------------- | -------- | ----------------------- | ----- | ------ |
| Mohammedan SC  | 5 - 0    | WAPDA FC                | 5 - 0 | 0 - 0  |
| Liaoning FC    | 2 - 3    | April 25                | 1 - 0 | 1 - 3  |
| South China AA | 14 - 1   | Sporting Clube de Macau | 9 - 1 | 5 - 0  |
| Pelita Jaya FC | 3 - 4    | Geylang United FC       | 1 - 2 | 2 - 2  |
| New Radiant    |          | exempt                  |       |        |
| Yomiuri FC     |          | exempt                  |       |        |
| Port Authority |          | exempt                  |       |        |

### Deuxième tour

#### Asie de l'Ouest
| Équipe 1        | Résultat | Équipe 2             | Aller | Retour |
| --------------- | -------- | -------------------- | ----- | ------ |
| Al-Tilal SC     | 0 - 5    | Esteghlal Teheran'T' | 0 - 0 | 0 - 5  |
| Al-Rayyan SC    |          | exempt               |       |        |
| Al Shabab Dubaï |          | exempt               |       |        |
| Al-Hilal FC     |          | exempt               |       |        |

#### Asie de l'Est
| Équipe 1       | Résultat | Équipe 2    | Aller | Retour |
| -------------- | -------- | ----------- | ----- | ------ |
| Mohammedan SC  | 5 - 0    | New Radiant | 3 - 0 | 2 - 0  |
| South China AA | 2 - 3    | Yomiuri FC  | 1 - 0 | 1 - 3  |
| April 25       |          | exempt      |       |        |
| Port Authority |          | exempt      |       |        |

- Pour une raison inconnue, le club de Geylang United FC ne prend pas part au deuxième tour.

## Phase finale
Tous les matchs sont disputés à Doha au Qatar du 12 au 22 décembre 1991. Le club japonais de Yomiuri FC déclare forfait avant le début des rencontres.

### Groupe 1
| Rang | Équipe          | Pts | J | G | N | P | Bp | Bc | Diff |  | Résultats (▼ dom., ► ext.) |  |     |     |     |
| ---- | --------------- | --- | - | - | - | - | -- | -- | ---- |  | -------------------------- |  | --- | --- | --- |
| 1    | Al-Rayyan SC    | 6   | 3 | 3 | 0 | 0 | 8  | 3  | +5   |  | Al-Rayyan SC               |  | 2-1 | 3-1 | 3-1 |
| 2    | Al Shabab Dubaï | 4   | 3 | 2 | 0 | 1 | 6  | 4  | +2   |  | Al Shabab Dubaï            |  |     | 3-1 | 2-1 |
| 3    | Port Authority  | 2   | 3 | 1 | 0 | 2 | 6  | 7  | -1   |  | Port Authority             |  |     |     | 4-1 |
| 4    | Mohammedan SC   | 0   | 3 | 0 | 0 | 3 | 3  | 9  | -6   |  | Mohammedan SC              |  |     |     |     |

### Groupe 2
| Rang | Équipe             | Pts | J | G | N | P | Bp | Bc | Diff |  | Résultats (▼ dom., ► ext.) |  |     |     |
| ---- | ------------------ | --- | - | - | - | - | -- | -- | ---- |  | -------------------------- |  | --- | --- |
| 1    | Al-Hilal FC        | 4   | 2 | 2 | 0 | 0 | 3  | 0  | +3   |  | Al-Hilal FC                |  | 1-0 | 2-0 |
| 2    | Esteghlal TeheranT | 1   | 2 | 0 | 1 | 1 | 1  | 2  | -1   |  | Esteghlal TeheranT         |  |     | 1-1 |
| 3    | April 25           | 1   | 2 | 0 | 1 | 1 | 1  | 3  | -2   |  | April 25                   |  |     |     |
| 4    | Yomiuri FC forfait |     |   |   |   |   |    |    |      |  |                            |  |     |     |

### Tableau final
|  | Demi-finales         | Demi-finales       |                        |       | Finale | Finale |
|  | Demi-finales         | Demi-finales       |                        |       | Finale | Finale |
|  |                      |                    |                        |       |        |        |
|  |                      |                    |                        |       |        |        |
|  |                      |                    |                        |       |        |        |
|  | Al-Hilal FC          | 1                  |                        |       |        |        |
|  | Al-Hilal FC          | 1                  |                        |       |        |        |
|  | Al Shabab Dubaï      | 0                  |                        |       |        |        |
|  | Al Shabab Dubaï      | 0                  | Al-Hilal FC tab        | 1 (4) |        |        |
|  |                      |                    | Al-Hilal FC tab        | 1 (4) |        |        |
|  |                      | Esteghlal TeheranT | 1 (3)                  |       |        |        |
|  | Esteghlal Teheran'T' | Esteghlal TeheranT | 1 (3)                  | 2     |        |        |
|  | Esteghlal Teheran'T' |                    |                        | 2     |        |        |
|  | Al-Rayyan SC         | 1                  |                        |       |        |        |
|  | Al-Rayyan SC         | 1                  | Match pour la 3e place |       |        |        |
|  |                      |                    |                        |       |        |        |
|  |                      |                    |                        |       |        |        |
|  |                      |                    |                        |       |        |        |
|  | Al-Rayyan SC         | 4                  |                        |       |        |        |
|  | Al-Rayyan SC         | 4                  |                        |       |        |        |
|  | Al Shabab Dubaï      | 1                  |                        |       |        |        |
|  | Al Shabab Dubaï      | 1                  |                        |       |        |        |

#### Finale
| 22 décembre 1991 | Al-Hilal FC     | 1 - 1 | Esteghlal Teheran | Doha |  |
|                  | al-Habashi 73e  |       | Abbas 58e         |      |  |
|                  | Tirs au but 4-3 |       |                   |      |  |